# Amblyopsidae
La famiglia Amblyopsidae comprende 6 specie di pesci ossei d'acqua dolce.

## Distribuzione e habitat
Questi pesci sono diffusi nel Sud-Est degli Stati Uniti d'America, dove abitano corsi d'acqua sotterranei e caverne.

## Descrizione
Ad eccezione di due specie (Chologaster cornuta e Forbesichthys agassizii) questi pesci sono privi di occhi poiché abitatori di caverne e fonti sotterranee. 

Tendenzialmente hanno un corpo poco compresso ai fianchi, che si assottiglia verso la coda. Solitamente mancano di pinne ventrali. La livrea varia dal bianco rosato dell'assenza di pigmentazione al marroncino. 

Le dimensioni si attestano su lunghezze massime comprese tra 6 e 11 cm, secondo la specie.

## Specie
Attualmente la famiglia comprende 6 specie
- Amblyopsis rosae
- Amblyopsis spelaea
- Chologaster cornuta
- Forbesichthys agassizii
- Speoplatyrhinus poulsoni
- Typhlichthys subterraneus